# WSOY

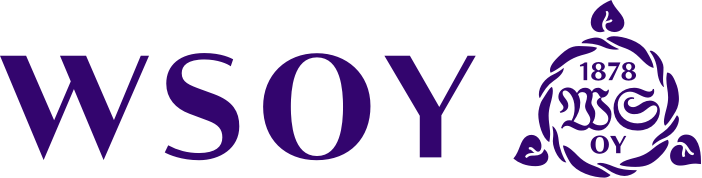
Logotyp.

WSOY (Werner Söderström Osakeyhtiö) är ett av Finlands största förlag. Det ingår sedan 2011 i Bonnierkoncernen.
Werner Söderström grundade Söderströms förlag år 1891. Senare delades förlaget upp i två olika divisioner, Söderström & C:o och Werner Söderströms. Söderström & C:o koncentrerade sig på svenskspråkig litteratur medan Werner Söderströms gav ut böcker på finska. Werner Söderströms kom så småningom att verka under namnet WSOY. Fram till 1999 utgjorde WSOY en självständig mediekoncern. Mellan 1999 och 2011 ingick WSOY i Sanoma (under en period under namnet SanomaWSOY). Sanoma sålde 2011 WSOY till Bonnierkoncernen där förlaget nu ingår.
Det första uppslagsverket på finska hade titeln Tietosanakirja och utkom i tio band mellan 1909 och 1919. Det utgavs av ett speciellt aktiebolag Tietosana Oy, gemensamt ägt av förlagen WSOY och Otava.

## Chefer
- Werner Söderström 1878–1914
- Jalmari Jäntti 1914–1951
- Yrjö A. Jäntti 1951–1968
- Hannu Tarmio 1968–1987
- Antero Siljola 1987–2000
- Jorma Kaimio 2000–2006
- Veli-Pekka Elonen 2006–2009
- Anna Baijars 2009–1201
- Anne Valsta 2011–2012
- Timo Julkunen 2013–